# MAGIX Samplitude
MAGIX Samplitude — программа компании MAGIX для записи, редактирования, сведения, мастеринга и вывода аудио. Первая версия была для Amiga в 1992 году и три года спустя для Microsoft Windows. Последние версии — Samplitude Pro X3, Samplitude Pro X3 Suite и Sequoia 14.
Samplitude — это пример цифровой звуковой рабочей станции.

## Особенности
Samplitude как и большинство DAW позволяет пользователю:
- Запись и манипуляция мультитрекового аудио
- Запись и манипуляция MIDI
- Применение эффектов, вроде задержки и реверберации, а некоторые версии Samplitude уже оснащены набором эффектов
- Автоматизация процесса микширования
- Использование виртуальных инструментов, например программных синтезаторов, семплеров, драм-машин
- Соединение с другими приложениями при помощи Rewire

То, что дифференцирует Samplitude от других это объектно-ориентированное редактирование. Объект выступает как элемент аудио или миди, представленный на дорожке секвенции. Если объект это аудио, он выглядит как обычный WAV файл. Если это миди, он выглядит как серия точек, являющихся нотами. Через редактор объекта может открыться доступ к индивидуальным настройкам этого объекта (Pan, Volume, Invert Phase, Timestretch, Pitchshift, VST plugins, Magix Plugins, пр.), таким же, какие имеются у каждой полосы полного микшера или дорожки.
Объекты создаются при импорте файлов либо при записи. Они могут быть разрезаны (нажатием английской клавиши T), тогда каждый из них приобретёт объектные настройки отдельно от второй половины, либо склеены.
Samplitude Pro X2 Suite имеет множество заводских эффектов, включая AM-munition Compressor/Limiter, AM-Suite (Analogue Modeling Suite — набор аналогового моделирования), и Vandal (гитарный и басовый симулятор). Samplitude также включает essentialFX Suite, являющийся 10-плагинным набором с низкими требованиями к ресурсам. Также имеется Independence Sampler Workstation, включающая 70ГБ контента (Samplitude Pro X2 только 12GB).